# Дайцы
Дайцы (дай, кит. упр. 傣族, пиньинь Dǎi Zú) — группа тайских народов на юго-западе Китая (провинция Юньнань), северо-западе Мьянмы и севере Таиланда. Численность в Китае примерно — 1,02 млн человек.

## Ареал
В провинций Юньнань: Сишуанбаньна-Дайский автономный округ, Дэхун-Дай-Качинский автономный округ.

## Языки
Говорят на юго-западных тайских языках тай-кадайской языковой семьи, а также на китайском. Языки дайцев близко родственны между собой и образуют диалектный континуум с несколькими осями. На юго-западе Юньнани, в Дэхун-Дай-Качинском автономном округе дайцы говорят на языке тай-мао (дэхунском), в округе Линьцан распространён шанский язык (на котором говорят шаны Мьянмы), в округе Пуэр — язык тай-ныа. На крайнем юге Юньнани, в Сишуанбаньна-Дайском автономном округе и на юго-западе Пуэра народ лы говорит на языке лы (сишуанбаньнаском). Далее в округе Юйси и на севере и в центре Хунхэ-Хани-Ийского автономного округа распространён язык тай-понг, а к югу от него, вдоль вьетнамской границы (юг округов Хунхэ и Вэньшань) распространён магуаньско-люйчуньский язык. Хотя носители последнего близки белым тай Вьетнама, их языки довольно далеки друг от друга. Наконец на севере Юньнани (округа Лицзян, Чусюн и Куньмин) и сопредельных территориях Сычуани (Ляншань-Ийский автономный округ) распространён северно-юньнаньский язык (диалекты удинский, юнжэньский, хойли, дукоу).
В южных районах используется собственное слоговое письмо, известное в 4 вариантах:
- дайлэское (тай-лы, Tai Lue, Xishuangbanna Dai) — Сишуанбаньна-Дайский АО — известно в двух разновидностях: старой (ланна, Tai Tham) и новой (новое письмо лы, Tai Lue),
- дайнанское (тай-ныа, дэхун-дай, Tai Le, Dehong Dai) — Дэхун-Дай-Качинский АО,
- дайбэнское (тай-понг, Mengding Dai) — Гэнма-Дай-Ваский АУ.
- цзиньпинское (тай-донь, Jinping Dai, Tai Viet) — Цзиньпин-Мяо-Яо-Дайский АУ.

Все они восходят к монскому письму, которое в свою очередь происходит от одной из разновидностей индийского письма.

## Письменность
Согласно легенде, дайцы имели свою письменность. Записи письменности были утеряны при переходе реки. Они отправились её искать вдоль течения реки. В поисках они нашли следы водоплавающих птиц на песке, и следы напоминали им их утерянный язык, они его записали, и таким образом родилась дайская письменность.

## Окружающая среда
Дайцы живут в субтропическом климатическом поясе. У них хорошо развито земледелие, они выращивают сахарный тростник, кофе, новозеландский лён, бананы, каучук и другие субтропические культуры. В лесах Сишуанбаньна встречается множество редчайших растений и животных (Сергеева М. Путешествие в Южный Китай С. 42-43.).

## История
Дайцы издавна обитали на юго-западе Китая. Уже при династии Хань в I веке нашей эры в древних записях есть первые упоминания о дай. Изначально они назывались «дяньюе», «шань», «ляо» или «цзюляо», позже при династиях Тан и Сун дайцы звучали как «цзиньчи», «хэйчи», «хуамань» или «байи», а при Юань и Мин — «байи» и «бои», в то время как сами дайцы называли себя «дайна», «дайя», «дайбэн». Уже после образования КНР по их желанию «дай» стало официальным названием этой национальности.
В прошлом дайская группа являлась господствующей группой в регионе. На данный момент она остается самой густонасёленной этнической группой в Сишуанбаньне, представляя приблизительно треть всего населения.

## Религия
Дайцы исповедуют буддизм Тхеравады.

## Культура
У дай очень древняя и богатая культура. Сохранилось большое количество рукописных памятников написанных на древнедайском языке, которые могут насчитывать более тысячи лет, а также древние буддистские сутры на пальмовых листьях. У дайцев также есть и своё летоисчисление, различные достаточно известные эпические поэмы. Они обладают поистине разнообразным народным творчеством у них есть множество танцев и музыки, которыми они сопровождают свои праздники. Так например у дайцев есть Праздник воды, отмечается он после дня поминовения успоших (Цинмин) по лунному календарю. Поскольку вода для дайцев символизирует счастье, благоденствие и богатство, в первый день они ходят с палочкой, которой обрызгивают друг друга, желая счастья, а уже во второй день ходят с тазами и вёдрами и полностью обливают друг друга. В эти дни дайцы устраивают гонки на драконовых лодках, исполняют танец павлина.
Среди мужчин и женщин существует ритуал ухаживания — с помощью традиционного народного искусства — песен и плясок. Все музыкальные инструменты, способы исполнения представлений и характерные предметы, используемые в дайских пьесах взяты из Юньнаньской оперы — главного музыкально-драматического произведения провинции.

## Брачные отношения
В древние времена вожди могли взять себе несколько жён. А крестьяне жили семьями, где муж имел одну жену. До свадьбы молодые люди встречались и встречаются свободно. Есть обычай, по которому молодые после свадьбы живут у родителей жены, то есть матриолокальный тип брачного поселения. Система терминов родства — бифуркативно-коллатеральная.

## Традиционная одежда
Мужчины национальности дай носят рубашки без воротника, с коротким рукавом и с застёжкой посередине, с длинными брюками. Для мужчин дайцев характерно повязывать голову белым или чёрным платком. У них так же очень популярны татуировки на теле. Традиционная одежда у женщин — куртка с узким и коротким рукавом и длинная юбка.